# Zygmunt Nowicki (aktor)

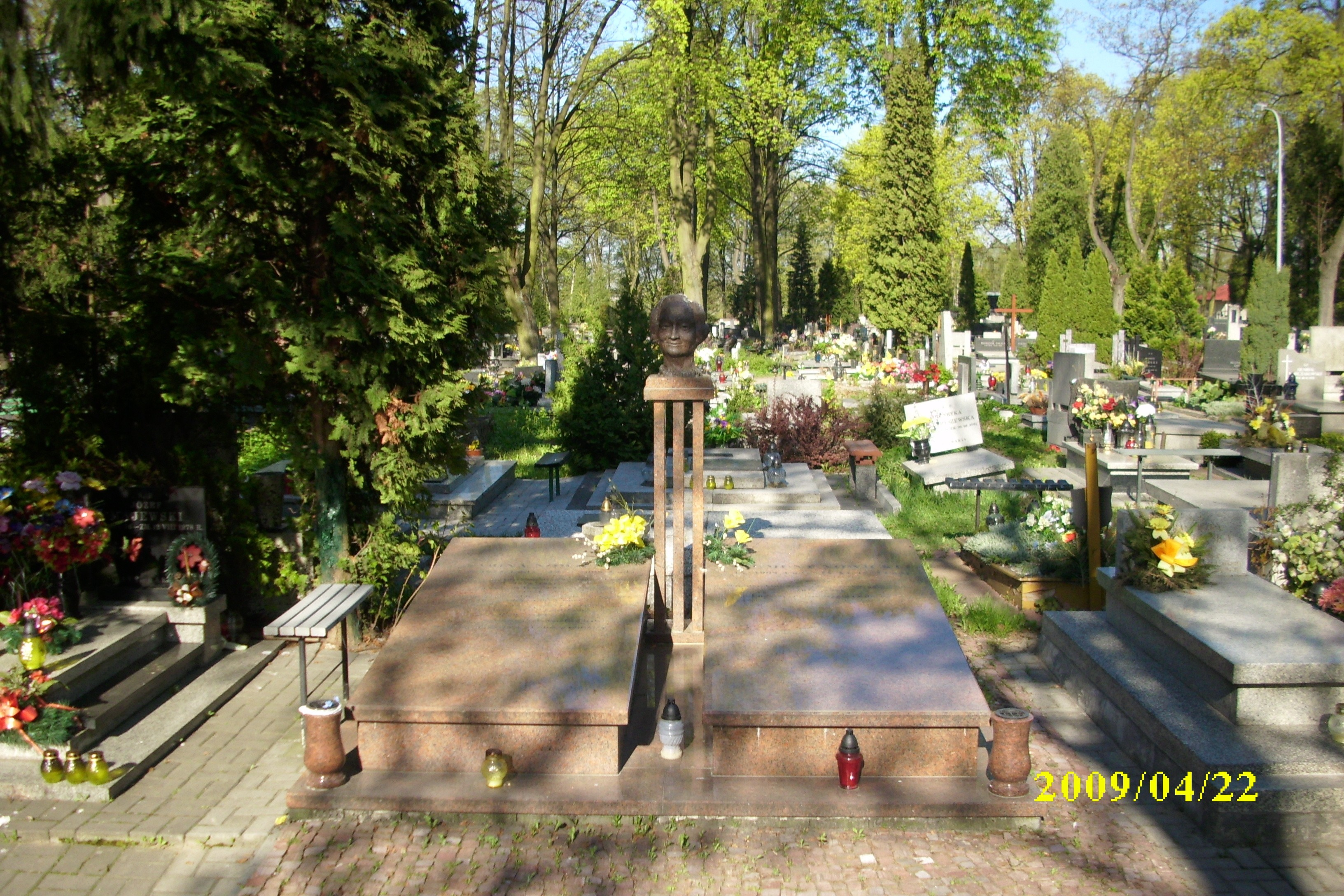
Grób Zygmunta Nowickiego na cmentarzu komunalnym na Dołach w Łodzi

Zygmunt Nowicki (ur. 7 września 1909 w Łodzi, zm. 23 listopada 1977 tamże) – polski aktor teatralny i filmowy. 

## Życiorys
Urodził się w rodzinie tramwajarza, na łódzkich Bałutach, przy ulicy Zgierskiej 24. Jego rodzina przybyła do Łodzi z Bronowa koło Poddębic, gdzie jego przodkowie byli rządcami w majątku Marii Konopnickiej. W Łodzi, stryj aktora był bufetowym i szatniarzem w Teatrze Popularnym przy ulicy Ogrodowej i to właśnie tam Zygmunt Nowicki oglądał pierwsze przedstawienia i tam połknął bakcyla teatru. 
Po ukończeniu łódzkiej „Tramwajówki”, w wieku szesnastu lat, zaczął występować na scenie Teatru Robotniczego Organizacji Młodzieży Towarzystwa Uniwersytetu Robotniczego utworzonej przez Polską Partię Socjalistyczną, stając się jej czołowym aktorem. Należał do Koła Literacko-Dramatycznego OM TUR. Działał w tej instytucji aż do wybuchu wojny. Z jej ramienia w 1929 r., wraz z 700-osobową delegacją, uczestniczył w II Międzynarodowym Zlocie Młodzieży Socjalistycznej w Wiedniu. Wówczas na Festiwalu Teatrów Robotniczych w Wiedniu otrzymał nagrodę za recytację. Przez wiele lat statystował w łódzkim Teatrze Miejskim, gdzie poznał wielu wybitnych aktorów, zaprzyjaźnił się z Mieczysławem Węgrzynem, synem wielkiego Józefa, obserwował Stefana Jaracza, będąc często jego opiekunem podczas wojaży po łódzkich lokalach.
W 1939 roku przedostał się do Lwowa, gdzie współpracował z Teatrem Satyry przy redakcji Czerwonego Sztandaru, a później pracował jako introligator. Po wyzwoleniu Lwowa w 1944 r., Ryszarda Hanin zabrała go do tworzonego w Lublinie Teatru Wojska Polskiego. W pierwszym polskim przedstawieniu w wyzwolonym Lublinie – w Weselu Wyspiańskiego, Nowicki zagrał rolę Chochoła. 
W 1945 r. wrócił do Łodzi, gdzie w latach 1945–1952 był wicedyrektorem Teatru Powszechnego. W teatrze tym grał m.in. Petersa w Niemcach Kruczkowskiego u boku Karola Adwentowicza i Ireny Eichlerówny, w Intrydze i miłości Fryderyka Schillera czy w Nauczycielu tańca Lope de Vegi. W 1955 r. zdał eksternistyczny egzamin aktorski. W tym samym roku przeniósł się do Teatru Jaracza w Łodzi, w którym pozostał aż do końca swojej kariery w 1970 roku. 
Zygmunt Nowicki zagrał blisko 100 epizodów filmowych m.in. u: Aleksandra Forda, Stanisława Różewicza, Antoniego Bohdziewicza i Marii Kaniewskiej. Był popularnym aktorem estradowym i gawędziarzem. Jego grób znajduje się na cmentarzu komunalnym na Dołach w Łodzi (kwatera XI, rząd 39 gr. 4).

## Wybrana filmografia
- Pierwszy start (1950) reż. Leonard Buczkowski
- Młodość Chopina (1952) reż. Aleksander Ford – jako Nabielak
- Podhale w ogniu (1955) reż. Jan Batory
- Troje i las (1962) reż. Stanisław Wohl
- Gdzie jest generał... (1963) reż. Tadeusz Chmielewski
- Kryptonim nektar (1963) reż. Leon Jeannot
- Obok prawdy (1964) reż. Janusz Weychert – jako ratownik
- Panienka z okienka (1964) reż. Maria Kaniewska
- Niedzielna sprawiedliwość (1965) reż. Jerzy Passendorfer – jako dyspozytor w bazie WPRB
- Bicz Boży (1966) reż. Maria Kaniewska – jako woźny Rady Narodowej
- Cierpkie głogi (1966) reż. Janusz Weychert – jako nauczyciel
- Stajnia na Salvatorze (1967) reż. Paweł Komorowski
- Stawka większa niż życie (1967) reż. Janusz Morgenstern – jako żandarm niemiecki sprawdzający dokumenty na dworcu w Berlinie
- Doktor Ewa (1970) reż. Henryk Kluba – jako Grabarczyk, ojciec Józka
- Romantyczni (1970) reż. Stanisław Różewicz
- Sowizdrzał świętokrzyski (1978) reż. Henryk Kluba
- Życie na gorąco (1978) reż. Andrzej Konic – jako recepcjonista Franz